# Emmanuel Théaulon
Marie-Emmanuel-Guillaume-Marguerite Théaulon de Lambert, född 14 augusti 1787 i Aigues-Mortes, död 16 november 1841, var en fransk dramatiker.
Théaulon var tullinspektör och senare chef för ett militärsjukhus och skrev ett ode till Napoleon II:s födelse, vilket resulterade i ett tack från Napoleon själv. År 1814 satte han upp sin första pjäs, Les Clefs de Paris, ou le Dessert d’Henri IV (Paris nycklar eller Henrik IV:s förtjänster) till huset Bourbons ära. Han  medverkade i de rojalistiska tidningarna Le Nain rose, La Foudre och  L’Apollon.